# روس غاردينر
روس غاردينر (بالإنجليزية: Ross Gardiner)‏ (30 ديسمبر 1986 في المملكة المتحدة - ) هو لاعب كرة قدم بريطاني في مركز الدفاع. لعب مع دندي يونايتد ونادي مونتروز لكرة القدم وBentleigh Greens SC ‏ ونادي اربوراث.

## وصلات خارجية
- روس غاردينر على موقع قاعدة بيانات كرة القدم.إي يو (الإنجليزية)
- روس غاردينر على موقع Soccerbase.com (لاعب) (الإنجليزية)